# Beverley Park, New South Wales
Beverley Park este o suburbie în Sydney, Australia.